# Iván Caseros
Iván Caseros, seudónimo de Tulio Tomás Noceti Campos (Capital Federal, Buenos Aires, ¿? - ibídem, 1976), fue un popular locutor de radio, animador, periodista, actor y cantante de tangos argentino.

## Carrera
Iván Caseros fue un famoso periodista y locutor de radio. También, entre otras de sus profesiones, se destacó como gentleman, actor show-man y  deportista.
Caseros perteneció a la camada de locutores de la talla de Jaime Font Saravia, Carlos Ginés, Tito Martínez del Box, Héctor Coire, Jorge Paz, Jaime Más, Dardo Quiroga, Ignacio de Soroa, Valentín Viloria y Julio César Barton, entre otros.
Como actor se desempeñó notablemente en cine y teatro como actor de reparto junto con grandes estrellas de la época dorada argentina, como fueron Tito Lusiardo, Victoria Cuenca, Luis Elías Sojit, Juan Carlos Thorry,  Antonia Volpe y José Mazzili.
Joven rubio y carilindo, trabajó como modelo y locutor publicitario en famosas marcas de aquel momento, como los cigarrillos "Ben-Hur".
En radio trabajó en el exitoso programa de preguntas y respuestas Odol pregunta, compartiendo la conducción con Iván Casadó.  En Radio Argentina hizo presentaciones junto con Romero Gentile y el grupo musical "Las Tres Americanas".
En 1935 condujo un programa de concurso de tango por Radio Splendid, cuyo ganador resultó siendo el famoso guitarrista, cantor y compositor Edmundo Rivero, quien se había lucido con el tema Vieja recoba, de Rodolfo Sciamarella y Cadícamo.
En 1939 presentó una interesante audición en Radio Splendid titulada El salón de ventas de Radio Splendid. En ese mismo año pero por Radio El Mundo actuó en el radioteatro Crónicas humanas junto a Lita Sandoval, Meneca Norton, José Paonessa, Dardo Quiroga y Horacio Denis.
En los años 1960 se ocupó en las transmisiones en Radio Chaco.
A fines de los 40 se traslada a Buenos Aires que entonces vivía la edad de oro del cine argentino, actuando en grandes producciones, en 1947 junto a cientos de actores y artistas firma una solicitada en apoyo del candidato Juan Domingo Perón en las elecciones de dicho año, motivo por el que en 1955 sería perseguido debiendo abandonar la pantalla grande tras el golpe de Estado de 1955

### Filmografía
- 1934: Ayer y hoy
- 1939: Campeón por una mujer[8]

## Vida privada
Iván Caseros perteneció a una familia porteña cuyos hermanos eran Matilde Noceti Campos, Carlos Noceti Campos, Jorge Noceti Campos y Marta Noceti Campos, un famoso poeta y ensayista, y Angel Walk.